# 2 Brothers on the 4th Floor
A 2 Brothers on the 4th Floor (Két testvér a 4. emeleten) egy holland zenei formáció volt, az együttes nevében szereplő két testvér az alapító tagok, Martin és Bobby Boer voltak. 1990-es megalakulásuk óta, a csapat sikereket ért el Hollandiában, Belgiumban, Németországban, Csehországban, Norvégiában, Finnországban, Dél-Afrikában, Chilében, Izraelben, az Egyesült Államokban és az Egyesült Királyságban. A 2 Brothers on the 4th Floor frontemberei a holland énekesnő, Désirée Claudette Manders és D-Rock rapper voltak.

## Kezdeti karrier, 1990-1991
A Boer fivérek először a 4. emeleten lévő lakásuk kis hálószobájában zenei kísérletezéseket folytattak, míg 1990-ben be nem kerültek a köztudatba, amikor elkezdték adni a "Can’t Help Myself" című számukat a holland rádióadók és nemzetközi slágerré nem vált. A testvérek ezután felkérték a rapper Da Smooth Baron MC-t és két énekest, Peggy “The Duchess”-t és Gale Robinsont, hogy alkossanak egy csapatot, ezzel megalapítva a saját együttesüket. A következő kislemez a "Turn Da Music Up" volt, valamivel kevésbé lett sikeres, de segített a csapatnak, hogy a figyelem középpontjában maradhasson.
A 2 Brothers on the 4th Floor két kislemezt készített felbomlása előtt. Martin Boer egy új, profi stúdióba költözött, és elkezdett remixeket készíteni Dancability Productions néven. Olyan előadók slágereihez készített remixeket mint Beckie Bell, a Twenty 4 Seven és a Luv’ (a Megamix '93-hoz), eközben Bobby Boer lemezborítókat tervezett más előadók számára.

## 1993-1994: újraegyesülés és aDreams
A 2 Brothers on the 4th Floort a Boer testvérek 1993-ban újjáélesztették. Bobby Martin-hoz csatlakozott annak stúdiójában, kis idő múlva kiadták a "Never Alone" kislemezt. Ez volt az első szám, amiben D-Rock rapper (René Philips) és Desirée Manders énekesnő (művészneve: Des’Ray) közreműködött. A "Dreams", ami a címadó dala volt az első albumuknak, az Eurodance lényegét ragadta meg. A műfaj népszerűsége miatt, amikor 1994-ben megjelent, a dal Hollandiában és nemzetközileg is ismert sláger lett. Az együttes megújult stílusát és színpadképét a holland közönség jól fogadta. A "Never Alone" hetekig vezette a slágerlistákat és aranylemezzé vált. A "Dreams", az együttes későbbi kislemeze, rögtön listavezető lett és az is maradt hetekig a toplistákon (emellett az amerikai Billboard magazin Hot Dance Club Songs listáján bekerült a top 30-ba) és a "Let Me Be Free", ami a holland listákon a top 10-es mezőnyben maradt egy időre.

## 1995-1997:2
1995-ben és 1996-ban a 2 Brothers on the 4th Floor további sikereket ért el a "Fly (Through the Starry Night)", a "Come Take My Hand" és a "Fairytales" kislemezekkel, amelyek a korábbiaktól eltérően happy hardcore stílusban készültek. Ezek a kislemezek Európa-szerte vezették a toplistákat. 1996 végén az együttes megjelentette a "There’s a Key" kislemezét,  és második albumukat, a 2-t. Ezután stílust váltva felvették "One Day" című számukat, ez egy R’n’B szám volt, ami elütött a megszokott Eurodance stílusuktól, majd visszatértek a korábbi Eurodance stílushoz a kislemezként megjelent "I’m Thinkin’ of U" dalukkal.

## 1998-2001: kislemez megjelenések
1998 márciusában, a 2 Brothers on the 4th Floor kiadta a "Do U Know"-t, egy közepesen lassú tempójú pop számot. A "The Sun Will Be Shining" 1998-ban ősz elején jelent meg. A kislemezen Mark van Dale & Enrico, a Dance Therapy és a Dub Foundation remixei is szerepeltek. A CD-ROM-ra a "The Sun Will Be Shining" videóklipje került fel, illetve az ahhoz kapcsolódó „Így készült” videó.
1999. február 5-én a "Heaven is Here" kislemezüket adták ki. Október 29-én került kiadásra a "Living in Cyberspace". 2000. június 16-án kiadták a "Wonderful Feeling"-et. 2001. június 29-én jelent meg utolsó kislemezük, a "Stand Up and Live".

## 2002-jelenleg: szünet
A 2 Brothers on the 4th Floor harmadik albuma sosem jelent meg, többek között lemezkiadó cégekkel kapcsolatos problémák miatt. Jelenleg az együttes már nem létezik, bár az tisztázatlan, hogy egyáltalán feloszlott-e. Des’Ray szólókarrierbe kezdett, és D-Rock jelenleg E-Life-fal (rapper, DJ) dolgozik együtt.

## Fordítás
- Ez a szócikk részben vagy egészben  a(z)   2 Brothers on the 4th Floor című angol Wikipédia-szócikk fordításán alapul.  Az eredeti cikk szerkesztőit annak laptörténete sorolja fel. Ez a jelzés csupán a megfogalmazás eredetét és a szerzői jogokat jelzi, nem szolgál a cikkben szereplő információk forrásmegjelöléseként.